# Nabój 30 × 29 mm B
Nabój 30 × 29 mm B – rosyjski nabój 30 mm przeznaczony do zasilania granatników automatycznych.

## Historia
Nabój ten został zaprojektowany w roku 1967 na zlecenie biura OKB-16 z Tuły w Związku Radzieckim. Efektem był nabój i nowy granatnik automatyczny AGS-17 „Płomień”, którego testy zakładowe przeprowadzono w 1969 roku, a w 1971 rozpoczęto produkcje seryjną. W 1971 wprowadzono granat WOG-17A z dodanym urządzeniem autodestrukcji zapalnika (FOG-17M). Pod koniec lat 90. XX wieku prowadzono prace nad lżejszą wersją granatnika AGS-17. W ich wyniku powstał granatnik AGS-30. Wraz z nim wprowadzono nabój WOG-30 z bardziej aerodynamicznym czepcem balistycznym. Powiększono również do 40 g ładunek wybuchowy, co zwiększyło do 110 m² pole rażenia odłamkami. Po 2000 roku wprowadzono nabój GPD-30 o zwiększonym do 130 m² polu pokrycia odłamkami.

## Budowa
Nabój zbudowany z łuski i granatu odłamkowego. Ładunkiem miotającym jest proch nitroglicerynowy inicjowany przez spłonkę. Pocisk – granat o działaniu odłamkowym elaborowany jest heksogenem flegmatyzowanym woskiem. Masa materiału wybuchowego to 36 g w WOG-17, 34 g w WOG-17M i 40 g w WOG-30. Wewnątrz granat posiada wkładkę odłamkową z naciętej taśmy odłamkowej, a pomiędzy materiałem wybuchowym a wkładką odłamkową jest przekładka z dziurkowanej tektury, która ma ułatwić fragmentację taśmy. Zasięg pokrycia odłamkami to około 70 m². Zapalnik uderzeniowy uzbraja się po przebyciu przez pocisk 10–55 metrów i wyposażony jest w autodestruktor niszczący go po około 25 s. Zasięg maksymalny granatów WOG-17M to 1700 m, bardziej aerodynamicznych WOG-30 to 1800 m, a zasięg nowszych GPD-30 to 2100 m. Modyfikacje granatów zwiększyły też pole rażenia odłamków w WOG-30 do 110 m² a w GPD-30 do 130 m².

## Broń na nabój 30 × 29mmB
Naboje 30 × 29 mm B są używane w automatycznych granatnikach: radzieckich AGS-17 i AGS-30 i w granatnikach ręcznych: czeskim RAG-30 i rosyjskim TCB-0249 Arbalet „Kusza”.